# Форт Сан-Педро-да-Барра
Форт Сан-Педро-да-Барра-де-Луанда розташований на колишньому пагорбі Кассандама (Морро де Кассандама португальською), нині ангольський район Квілуаньє в Луанді, Ангола.
Це єдиний форт у Луанді, який не був повністю побудований португальцями, його почали будувати голландці.

## Історія
Найдавніше укріплення на місці Кассандама належить до артилерійської батареї, вирубаної на скелях на березі моря голландською Вест-Індійською компанією, коли вони ненадовго захопили контроль над Луандою у португальців між 1641 і 1648 роками.
Після того, як місто було відвойоване португальською експедицією під командуванням Сальвадора Коррейя де Са-е-Беневідеса, у 1663 році король Португалії Афонсу VI вирішив зміцнити оборону гавані Луанда. Мерія Луанди вибрала Кассандаму як місце для нового форту, будівництво якого було розпочато в 1703 році й повністю оплачено містом. Він перетинався вогнем із фортом Носса-Сеньора-да-Флор-да-Роза на острові Луанда через гавань Луанди.
Форт використовувався для перевалки рабів. Оскільки загроза вторгнень іноземних європейських держав зменшилася, форт вийшов з ужитку і пізніше використовувався як в'язниця, починаючи з 19-го до початку 20 століття. Він був відновлений між 1942 і 1943 роками капітаном армії Дурао Паясом.
Руїни форту були класифіковані як національні пам'ятки відповідно до провінційного указу № 1057 від 9 вересня 1932 року, опублікованого в Офіційному бюлетені № 37.
Це державна власність, підпорядкована Міністерству оборони. Перебуває у зруйнованому стані.

## Особливості
Він має форму неправильного багатокутника, що наближається до форми квадрата, з половиною бастіону на кожному краю, зі стінами різної товщини.